# Касумкент
Касумке́нт (лезг. Кьасумхуьр, Касхуьр) — предгорное село в Дагестане, административный центр Сулейман-Стальского района и сельского поселения «Сельсовет Касумкентский». Расположен в 185 км к югу от Махачкалы.

## Этимология
Основано в 1743 году по имени первого поселенца Кусума и тюркского окончания кент — «поселение».

## История
Село основано в первой половине XIX века. В 1812 году Касумкент был включён в состав новообразованного Кюринского ханства. В 1866 году ханство было формально включено в состав Российской империи и преобразовано в Кюринский округ. Касумкент стал административным центром как всего округа, так и Гюнейского наибства, входившего в его состав. Вместе с сёлами Аликент и Ашага-Араг образовал Касумкентское сельское общество. Расположение на стратегически важном дорожном узле предопределило быстрый рост селения. В 1878 году в Касумкенте учреждена светская школа. В 1886 году Касумкент насчитывал 580 человек. А в 1897 году в селе проживало уже 1013 человек.
В 1919 году Касумкент попал в водоворот событий гражданской войны. Летом 1919 года селение было занято белогвардейцами. В ответ на это, в конце августа недалеко от Касумкента стали собираться повстанцы. В ожесточённых боях под Касумкентом партизаны одержали победу над деникинцами. Вооруженные лишь ружьями и кинжалами, партизаны вступили в Касумкент, в упорных схватках уничтожили весь гарнизон деникинцев и захватили 180 винтовок, несколько пулемётов, 3 орудия, большое количество патронов и снарядов. Затем некие отряды стали преследовать «белых» в Дербентском направлении.
В ходе административных реформ в СССР в период 1928—1929 гг. окружное деление упраздняется, на основе Гюнейского наибства Кюринского округа учреждается Касумкентский район с центром в Касумкенте. В 1945 году в Касумкенте основана средняя общеобразовательная школа № 2, а в 1969 году Новопоселковая средняя общеобразовательная школа.

## География
Касумкент расположен на юге Дагестана в 185 км от Махачкалы, в 40 км от Дербента и в 25 км от российско-азербайджанской границы. До ближайшей железной дороги 35 км до побережья Каспийского моря — 30 км.

## Население
| 1895    | 1926    | 1939    | 1959  | 1970  | 1979  | 1989  |
| ------- | ------- | ------- | ----- | ----- | ----- | ----- |
| 623     | ↗1296   | ↗2369   | ↗4720 | ↗7094 | ↗7393 | ↗7652 |
| 2002    | 2010    | 2021    |       |       |       |       |
| ↗11 419 | ↗13 232 | ↘12 502 |       |       |       |       |

## Культура
Раньше в селе был популярен праздник черешни «КӀару». Его проведение приурочивалось к началу сбора урожая черешни. В советскую эпоху праздник был несколько видоизменён — проводился митинг, демонстрировались различные сорта черешни. Завершался праздник выступлениями участников художественной самодеятельности, скачками, состязаниями песенников и танцоров.
В Касумкенте издаётся общественно-политическая газета «Кюринские известия».

## Известные уроженцы
Магома Касумхюрский —  лезгинский имам, философ, врач и поэт.
Икрам Алискеров —  лезгинский боец смешанного стиля (ММА), выступающий под эгидой UFC в среднем весе. 
Заур Агамов —   лезгинский программист, разработал приложение — «Лезгинский словарь», активист благотворительного фонда «ЛЕКИ».
Алим Селимов —   лезгинский борец классического стиля. Двукратный чемпион мира по греко-римской борьбе. 
Абу-Джафар Магомедов (Мамедов) — лезгинский учитель составивший лезгинский алфавит
Нусрет Шабанов — лезгинский писатель XIX века.